# Beveuge
Beveuge est une commune française située dans le département de la Haute-Saône, la région culturelle et historique de Franche-Comté et la région administrative Bourgogne-Franche-Comté.

## Géographie
La limite nord de la commune est matérialisée par la rivière le Scey, qui y reçoit les eaux de son affluent le Rognon en rive droite et le ruisseau de Beveuge en rive gauche.

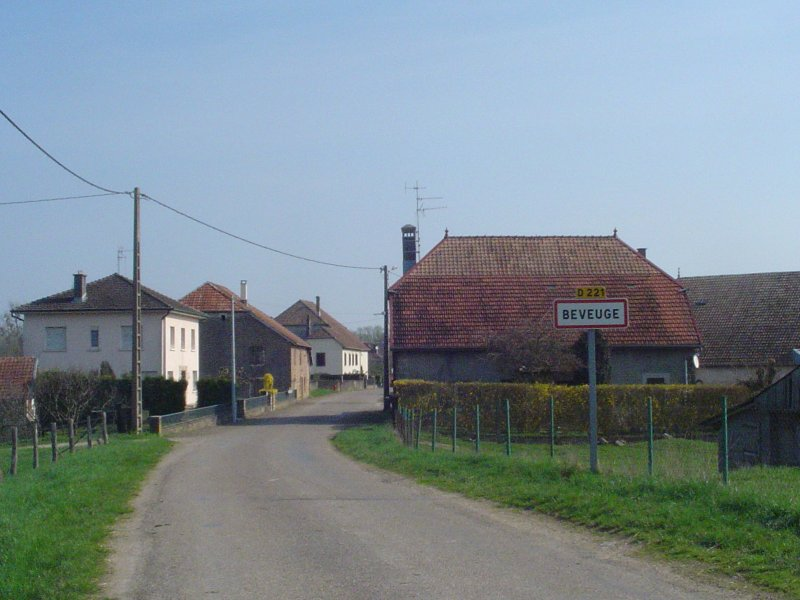
Entrée du village depuis Villers-la-Ville.
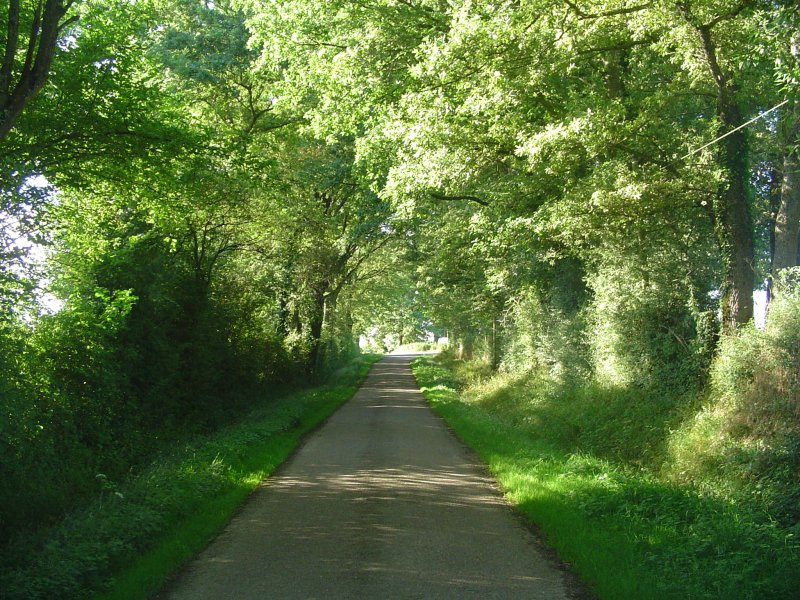
Sortie du village direction Étroitefontaine.
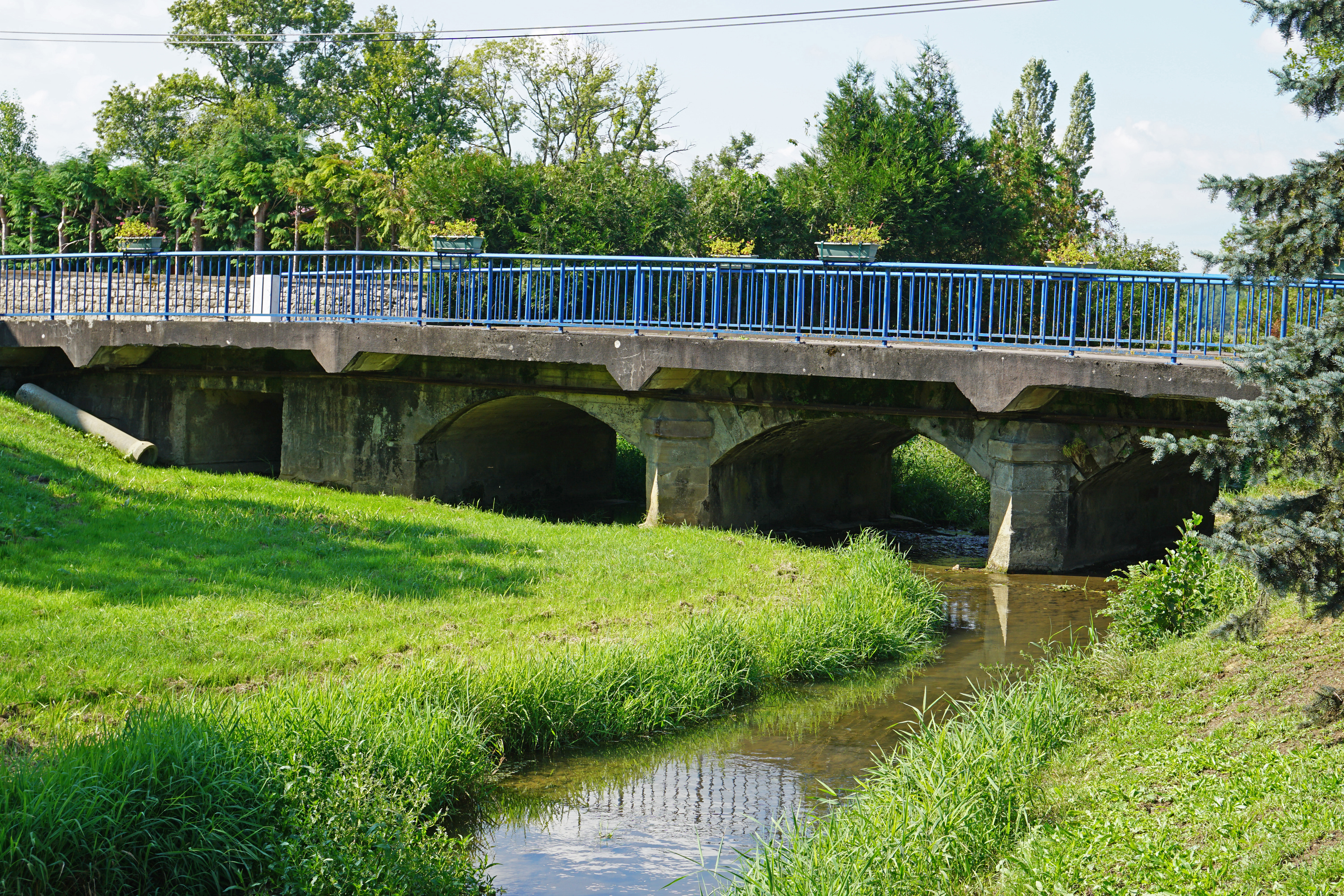
Le pont.

### Climat
Pour des articles plus généraux, voir Climat de la Bourgogne-Franche-Comté et Climat de la Haute-Saône.
En 2010, le climat de la commune est de type climat des marges montargnardes, selon une étude du Centre national de la recherche scientifique s'appuyant sur une série de données couvrant la période 1971-2000. En 2020, Météo-France publie une typologie des climats de la France métropolitaine dans laquelle la commune est exposée à un climat semi-continental et est dans la région climatique  Lorraine, plateau de Langres, Morvan, caractérisée par un hiver rude (1,5 °C), des vents modérés et des brouillards fréquents en automne et hiver. 
Pour la période 1971-2000, la température annuelle moyenne est de 10,1 °C, avec une amplitude thermique annuelle de 17,4 °C. Le cumul annuel moyen de précipitations est de 1 050 mm, avec 12,7 jours de précipitations en janvier et 10,2 jours en juillet. Pour la période 1991-2020, la température moyenne annuelle observée sur la station météorologique de Météo-France la plus proche, « Villersexel Sa », sur la commune de Villersexel à 4 km à vol d'oiseau, est de 10,8 °C et le cumul annuel moyen de précipitations est de 1 037,9 mm. 
La température maximale relevée sur cette station est de 38,4 °C, atteinte le 8 août 2003 ; la température minimale est de −19,4 °C, atteinte le 20 décembre 2009,,. 
Les paramètres climatiques de la commune ont été estimés pour le milieu du siècle (2041-2070) selon différents scénarios d'émission de gaz à effet de serre à partir des nouvelles projections climatiques de référence DRIAS-2020. Ils sont consultables sur un site dédié publié par Météo-France en novembre 2022.

## Urbanisme

### Typologie
Au 1er janvier 2024, Beveuge est catégorisée commune rurale à habitat dispersé, selon la nouvelle grille communale de densité à sept niveaux définie par l'Insee en 2022.
Elle est située hors unité urbaine et hors attraction des villes,.

### Occupation des sols
L'occupation des sols de la commune, telle qu'elle ressort de la base de données européenne d’occupation biophysique des sols Corine Land Cover (CLC), est marquée par l'importance des territoires agricoles (81,8 % en 2018), en diminution par rapport à 1990 (87,8 %). La répartition détaillée en 2018 est la suivante : 
prairies (43,2 %), terres arables (37,4 %), forêts (13,7 %), zones urbanisées (4,5 %), zones agricoles hétérogènes (1,2 %). L'évolution de l’occupation des sols de la commune et de ses infrastructures peut être observée sur les différentes représentations cartographiques du territoire : la carte de Cassini (XVIIIe siècle), la carte d'état-major (1820-1866) et les cartes ou photos aériennes de l'IGN pour la période actuelle (1950 à aujourd'hui).

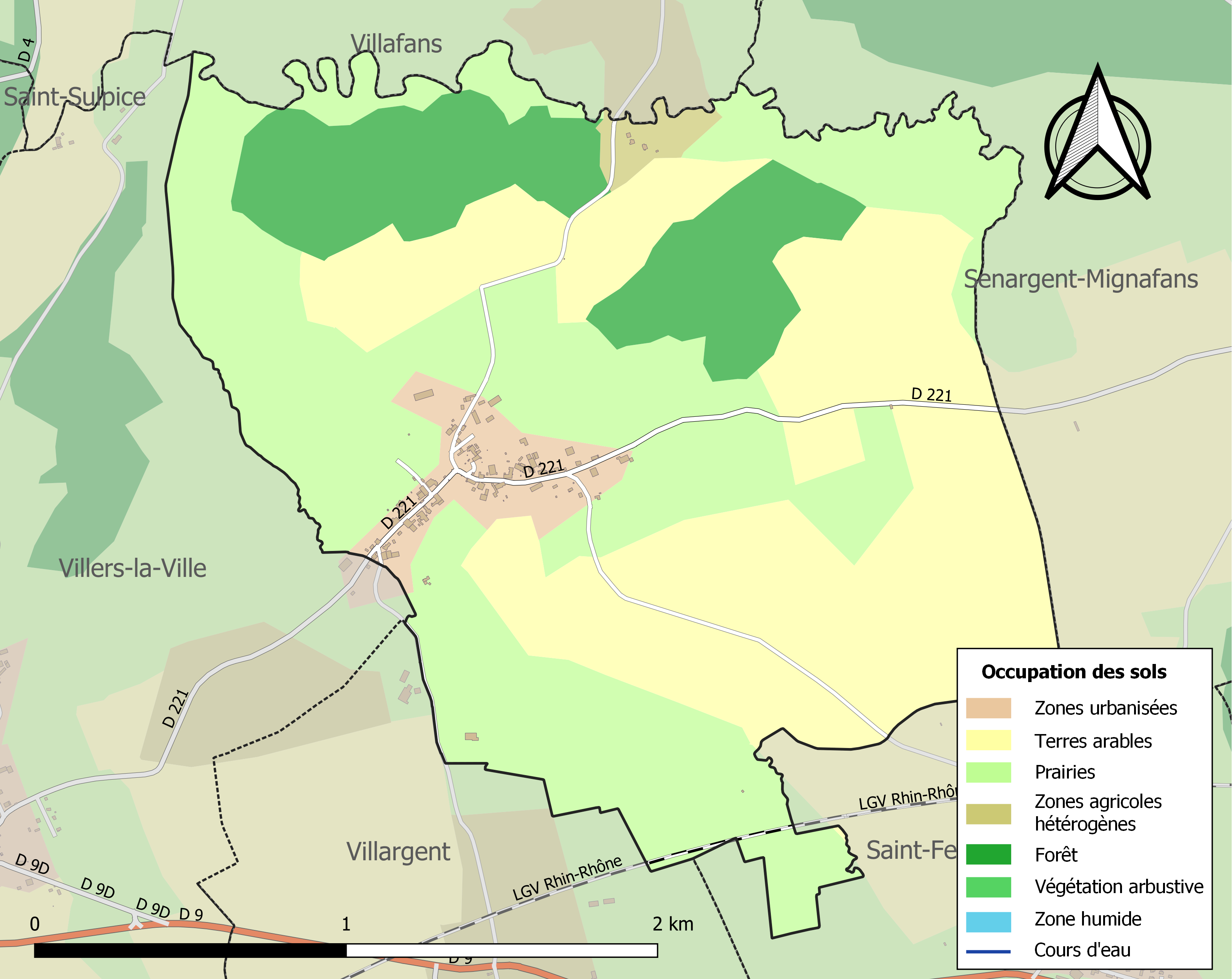
Carte des infrastructures et de l'occupation des sols de la commune en 2018 (CLC).

## Histoire
Le village fut au XIIIe siècle une place forte qui releva de la seigneurie de Granges puis des comtes de Montbéliard. Une maison forte au centre du village témoigne de ce passé féodal, elle conserve encore aujourd'hui une façade Renaissance, des baies bigéminées ainsi que les vestiges des fossés.

## Politique et administration

Carte départementale représentant en rouge la communauté de communes du Pays de Villersexel.

### Rattachements administratifs et électoraux
La commune fait partie de l'arrondissement de Vesoul du département de la Haute-Saône,  en région Bourgogne-Franche-Comté. Pour l'élection des députés, elle dépend de la deuxième circonscription de la Haute-Saône.
Elle fait partie depuis 1793 du canton de Villersexel. Dans le cadre du redécoupage cantonal de 2014 en France, le canton s'est agrandi, passant de 32 à 47.

### Intercommunalité
La commune s'est associée avec d'autres dès 1965 dans le cadre d'un syndicat intercommunal à vocation multiple (SIVOM), prédécesseur de l'actuelle communauté de communes du Pays de Villersexel, dont elle demeure membre.

### Liste des maires

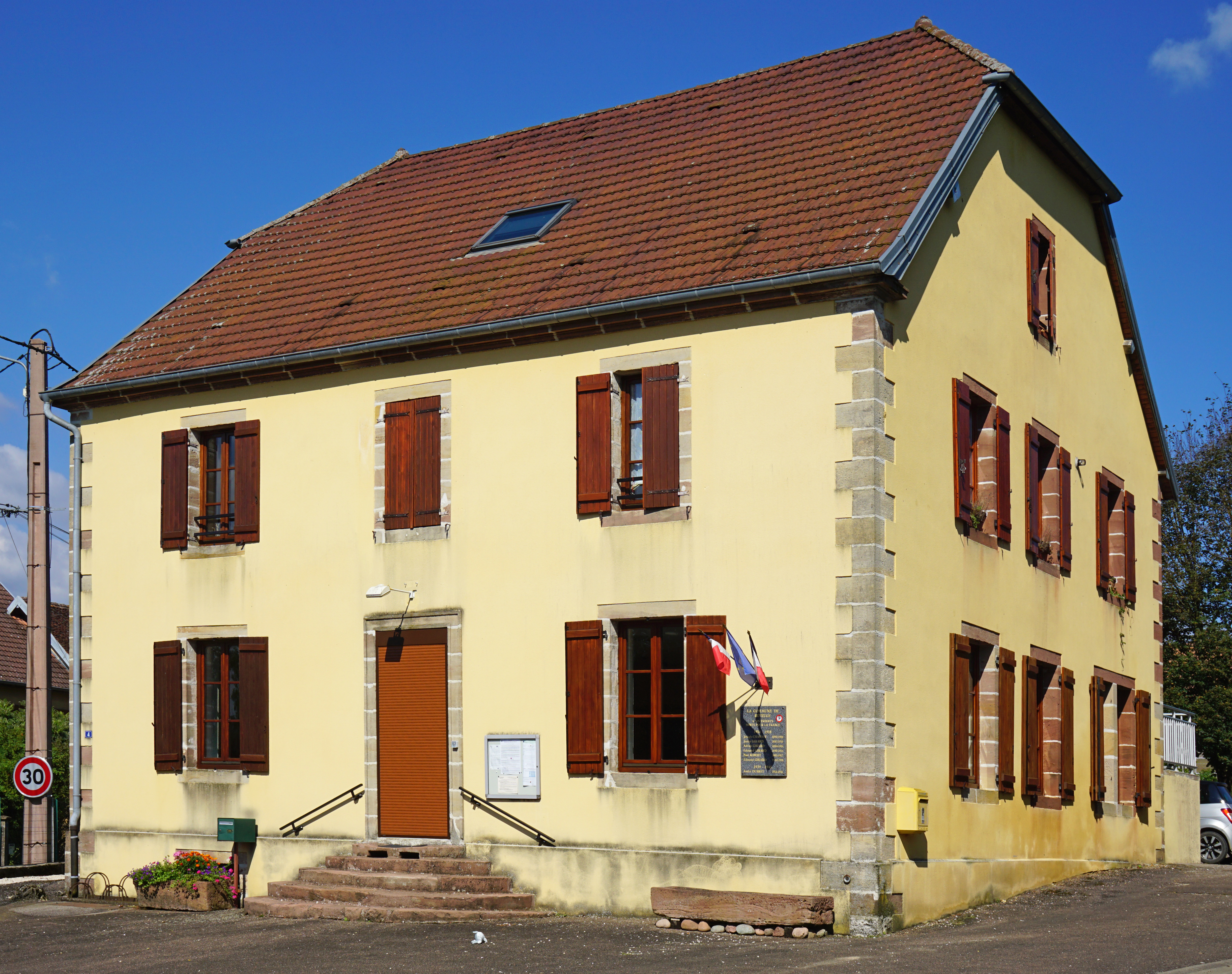
La mairie.

| Période                                  | Période                       | Identité          | Étiquette | Qualité                               |
| ---------------------------------------- | ----------------------------- | ----------------- | --------- | ------------------------------------- |
| Les données manquantes sont à compléter. |                               |                   |           |                                       |
| 1971                                     | 1983                          | Eugène Vaudrey    |           |                                       |
| 1983                                     | ?                             | Bernard Petitjean |           |                                       |
| Les données manquantes sont à compléter. |                               |                   |           |                                       |
| 1995                                     | 2014                          | Eugène Vaudrey    |           | Vice-président de la CCPV ( ? → 2014) |
| 2014                                     | En cours (au 23 janvier 2016) | Hélène Petitjean  | DVD       | Employée d'hôtellerie                 |

## Démographie
En 2022, Beveuge comptait 87 habitants. À partir du XXIe siècle, les recensements réels des communes de moins de 10 000 habitants ont lieu tous les cinq ans. Les autres « recensements » sont des estimations.
| 1793 | 1800 | 1806 | 1821 | 1831 | 1836 | 1841 | 1846 | 1851 |
| ---- | ---- | ---- | ---- | ---- | ---- | ---- | ---- | ---- |
| 186  | 176  | 173  | 201  | 254  | 298  | 292  | 264  | 255  |

| 1856 | 1861 | 1866 | 1872 | 1876 | 1881 | 1886 | 1891 | 1896 |
| ---- | ---- | ---- | ---- | ---- | ---- | ---- | ---- | ---- |
| 210  | 212  | 223  | 235  | 238  | 228  | 224  | 200  | 177  |

| 1901 | 1906 | 1911 | 1921 | 1926 | 1931 | 1936 | 1946 | 1954 |
| ---- | ---- | ---- | ---- | ---- | ---- | ---- | ---- | ---- |
| 182  | 165  | 167  | 138  | 133  | 131  | 113  | 129  | 143  |

| 1962 | 1968 | 1975 | 1982 | 1990 | 1999 | 2006 | 2011 | 2016 |
| ---- | ---- | ---- | ---- | ---- | ---- | ---- | ---- | ---- |
| 121  | 103  | 96   | 115  | 114  | 93   | 93   | 83   | 83   |

| 2021 | 2022 | - | - | - | - | - | - | - |
| ---- | ---- | - | - | - | - | - | - | - |
| 86   | 87   | - | - | - | - | - | - | - |

## Lieux et monuments

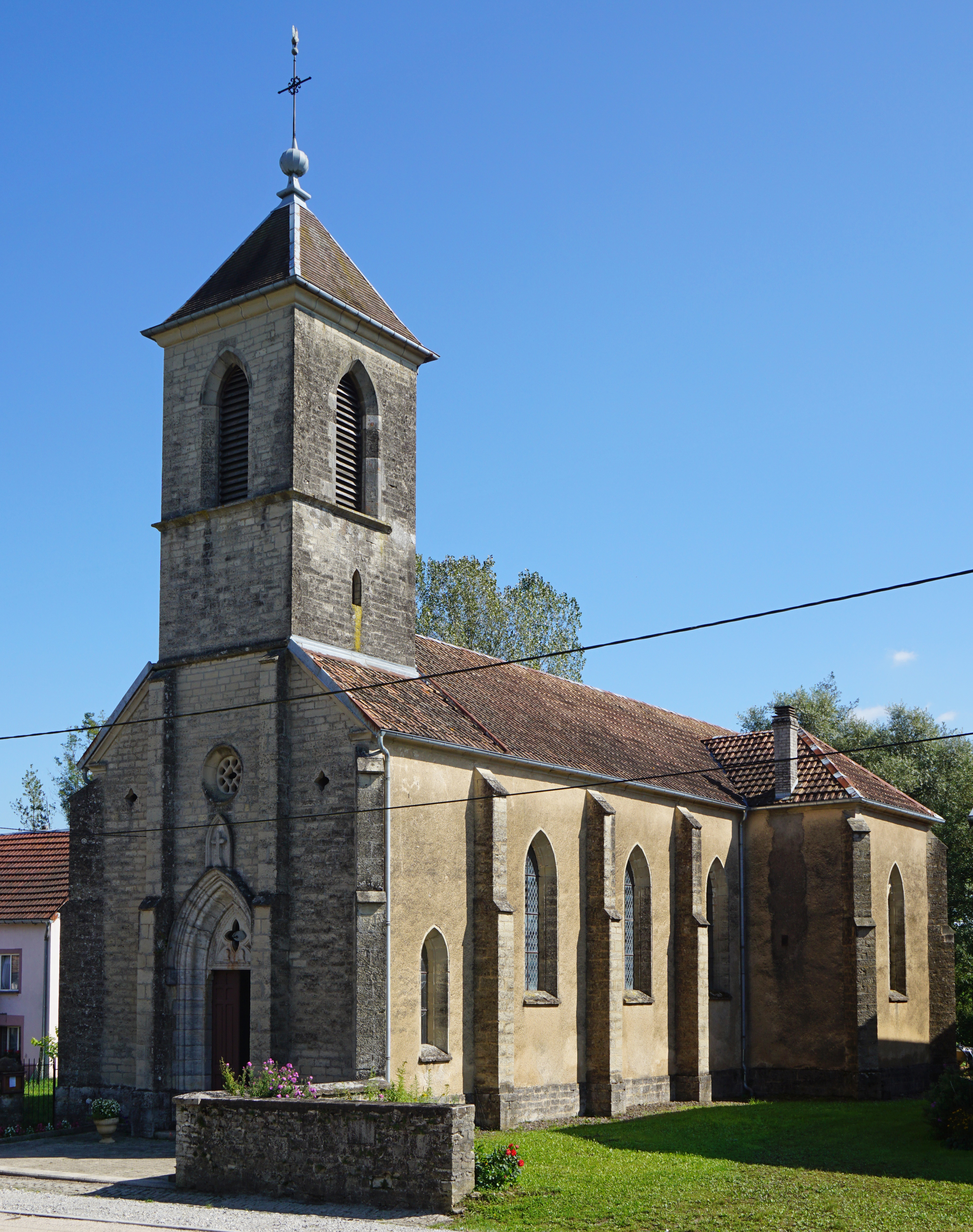
L'église.
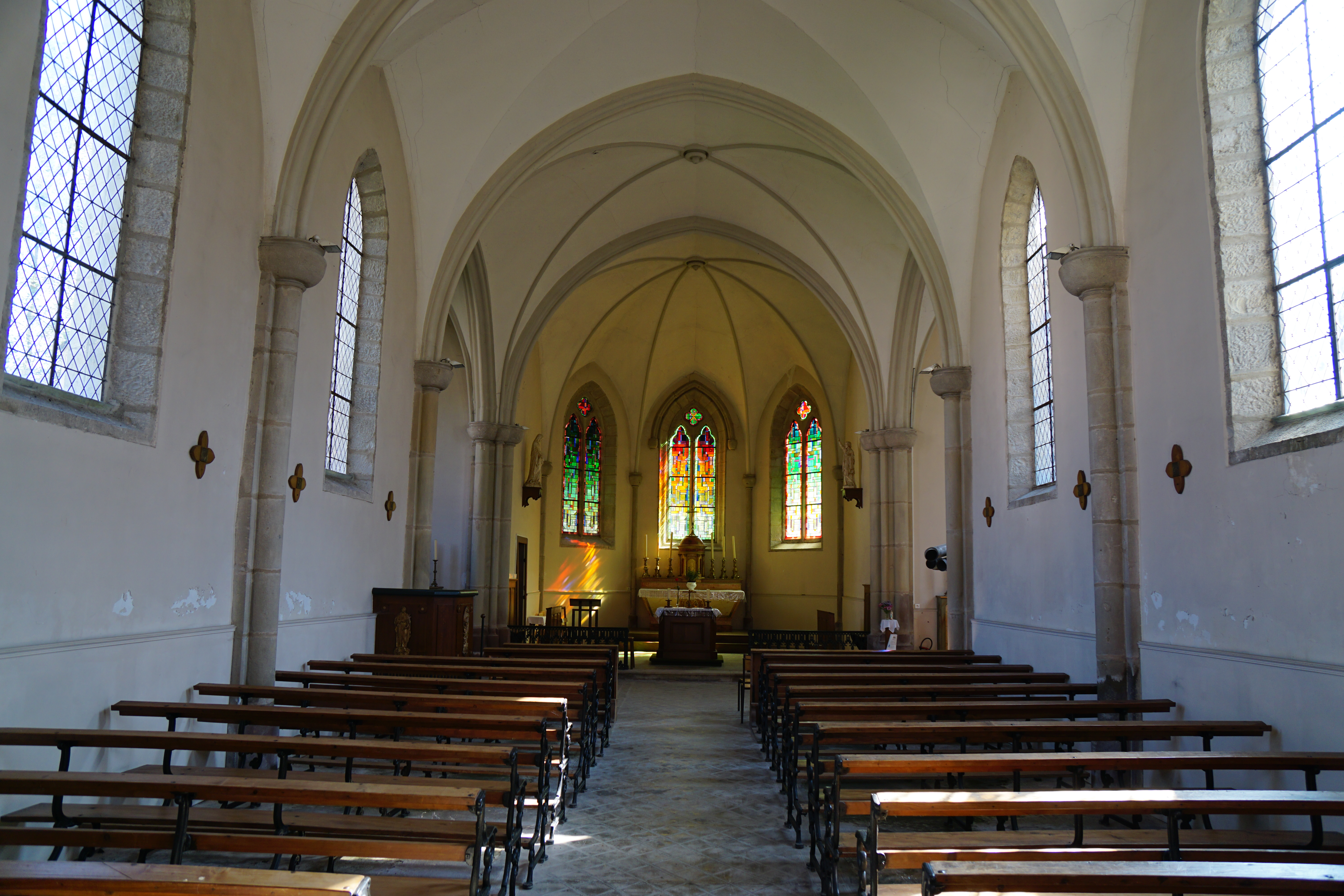
L'intérieur.
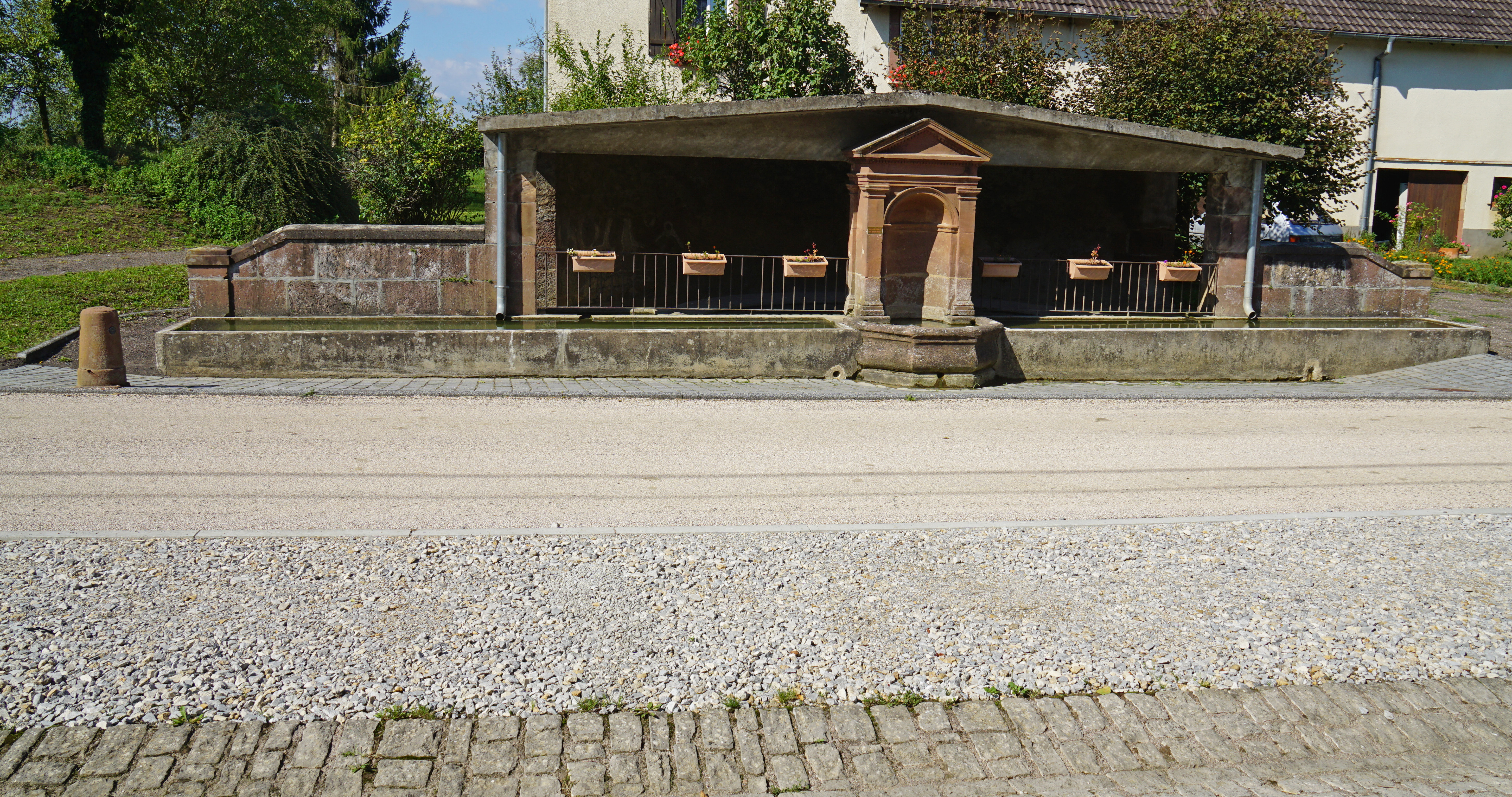
Lavoir de l'église.
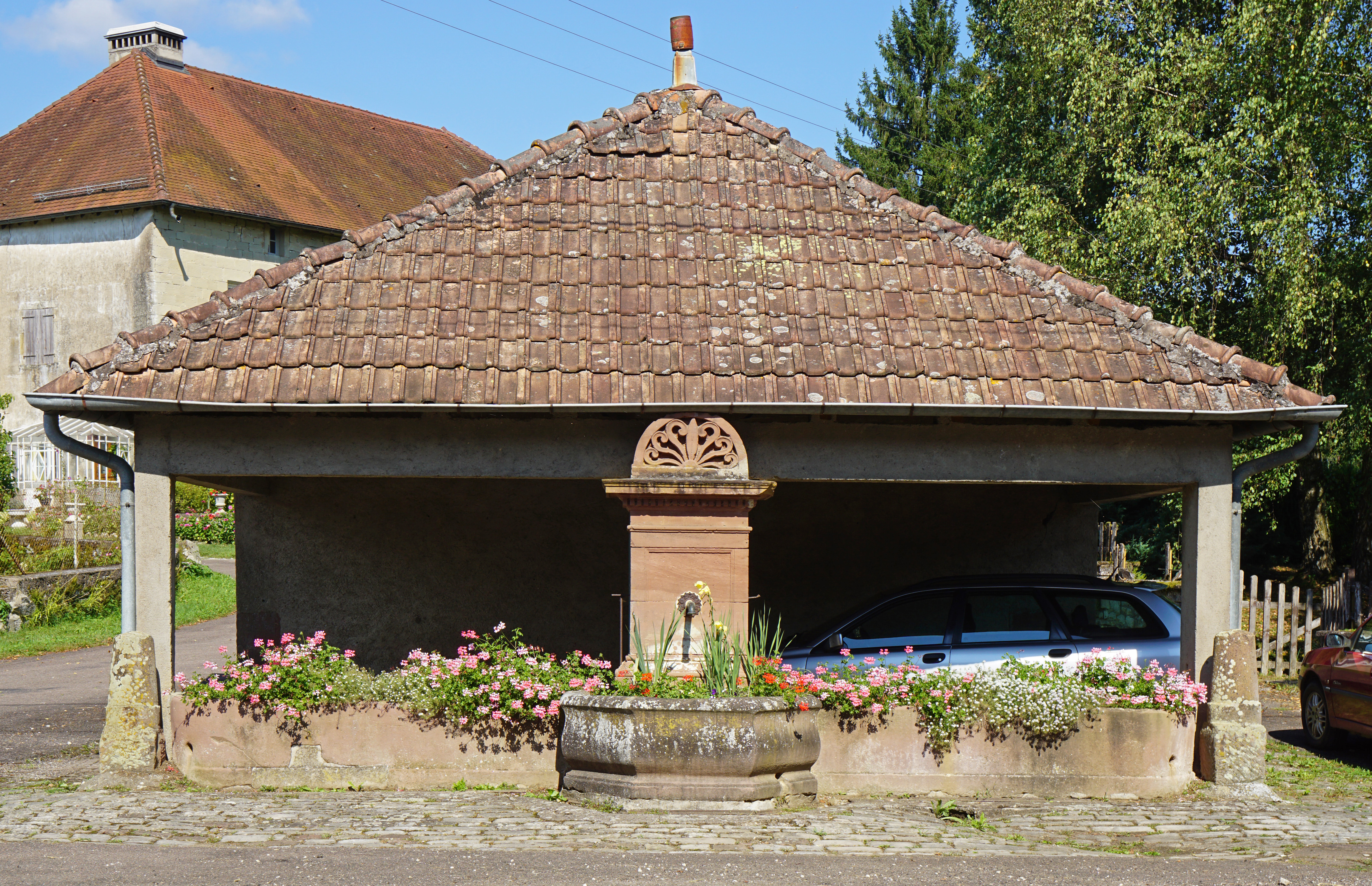
Lavoir du pont.
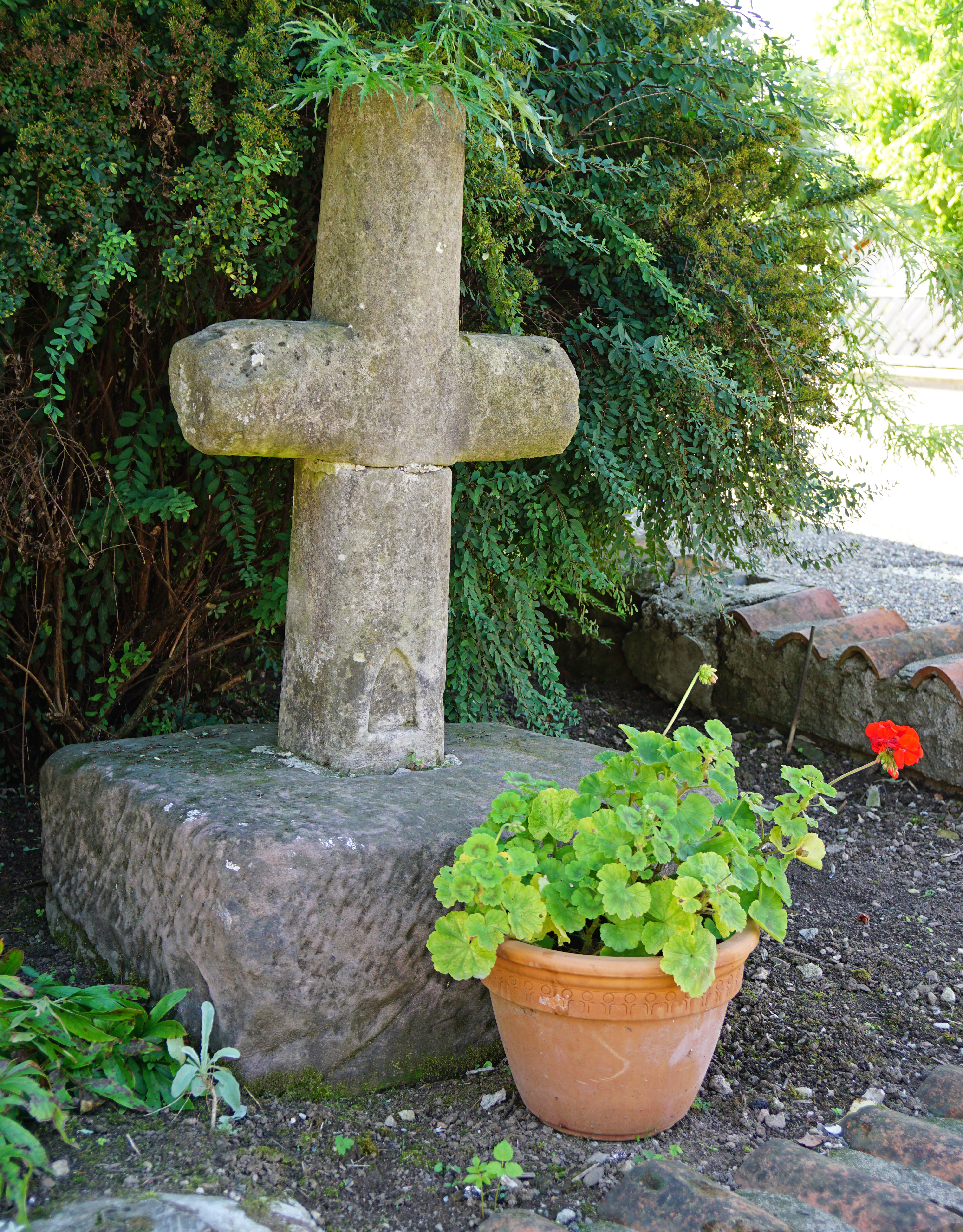
Une croix.
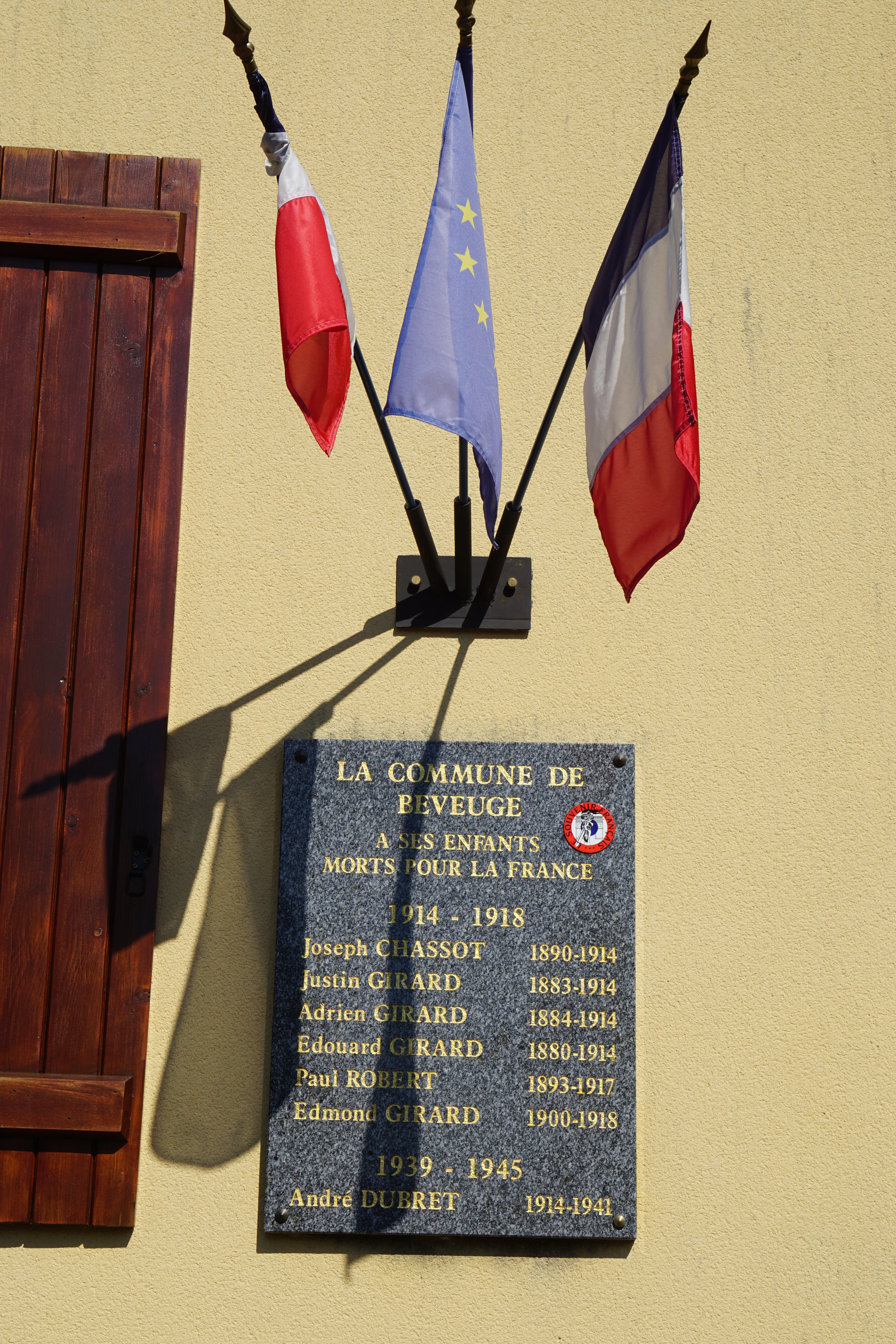
Plaque commémorative.